# Ефрем II
Католикос-Патриарх Ефрем II (в миру Григорий Шиоевич Сидамонидзе, груз. გრიგოლ შიოს ძე სიდამონიძე; 19 октября 1896, село Доэси (ныне — Каспский район, Грузия) — 7 апреля 1972, Тбилиси) — епископ Грузинской православной церкви, Католикос-Патриарх всея Грузии.

## Биография
Родился в 1896 году в семье сельского псаломщика Шио Григорьевича Сидамонидзе. Грамоте начал обучаться дома.
В возрасте 15 лет убежал из дома и пришёл к настоятелю Кватахевского монастыря с просьбой принять его послушником. Настоятель принял, но потихоньку выяснил откуда мальчик родом и вызвал отца. В итоге настоятель сказал Григорию: «Рано тебе еще в монахи. Сперва надо много учиться, чтобы принести Родине много пользы»
В 1912 году по первому разряду окончил Горийское духовное училище и в том же году по рекомендации из духовного училища поступил в Тбилисскую духовную семинарию, которую окончил в 1918 году также по первому разряду. Богословские дисциплины в семинарии у Григория преподавал иеромонах Антоний (Романовский) — будущий митрополит Ставропольский и Бакинский, добрые отношения с которым он сохранил на всю жизнь.
В 1919 году поступил на исторический факультет Тбилисского государственного университета, который окончил в 1923 году. Будучи студентом, в 1921—1922 г. преподавал грузинскую словесность в реальном училище.
3 января 1922 года, будучи студентом, по благословению Католикоса-Патриарха Амвросия принял монашеский постриг с именем Ефрем в честь преподобного Ефрема Мцире и служил в покоях католикоса-патриарха Грузии Амвросия.
17 января 1922 года Католикосом-Патриархом Амвросием рукоположён в иеродиакона. 25 (или 19) марта того же года епископом Урбнисским (будущим католикос-патриархом всея Грузии) Христофором (Цицкишвили) рукоположён в сан иерея и назначен священником в патриаршую Крестовую церковь, а также личным секретарём Католикоса-Патриарха Амвросия.
С 4 июля 1923 по 7 мая 1924 года — патриарший наместник в Шио-Мгвимском монастыре около Мцхета.
С 13 июля 1923 по 27 января 1924 года временно исполнял службу в Квашеетской Георгиевской церкви Тбилиси.
27 января 1924 года возведён в сан игумена и назначен благочинным в Карталинском и Кахетинском монастырях с резиденцией в Тбилиси.
В марте 1925 года рукоположён в иеромонаха, служил в домовой Крестовой церкви католикос-патриарха Амвросия и состоял его личным секретарём. Кроме того, преподавал Церковный устав и Закон Божий в Пастырской школе при Синоде.
22 октября 1925 года возведён в сан архимандрита и назначен благочинным в Борчалинских церквях.
25 марта 1927 года хиротонисан католикосом-патриархом Христофором III во епископа и назначен управляющим Сухумской епархией.
19 сентября 1927 года назначен управляющим Алавердской епархией с резиденцией в Телави.
С 26 марта по 2 октября 1928 года возглавлял Бодбийскую епархию в городе Сигнахи.
С 29 января 1929 года — настоятель Варваринской церкви на кафедре Бодбели Навтлуги-Тбилиси. 24 октября 1930 года Синодом ему поручена и Урбнисская епархия в г. Тбилиси.
8 декабря 1937 года по приговору «тройки» НКВД осуждён на 10 лет лагерей по ст. 58 п. 10, досрочно освобождён 6 мая 1944 года.
С 24 октября 1944 года — управляет Кутаиси-Гаенатской епархией, с резиденцией в г. Кутаиси.
В 1945 году возведён католикосом-патриархом Каллистратом в сан митрополита.
С 27 сентября 1952 года — управляющий Чкондидской епархией.
8 сентября 1953 года Чкондидская епархия объединена с Батуми-Шемокмедской епархией, и митрополит Ефрем возглавил объединённую епархию.

### Предстоятель Грузинской православной церкви
10 января 1960 года, после смерти Католикоса-Патриарха Мелхиседека III, стал местоблюстителем патриаршего престола. 20 февраля 1960 года 10-м собором Грузинской православной церкви избран Католикосом-Патриархом. Церемония интронизации состоялась 21 февраля 1960 года в Мцхетском соборе Светицховели.
Его предстоятельство пришлось на период усиления антирелигиозной пропаганды в связи с начавшмися в 1958 году хрущёвскими гонениями на церковь, большинство епархий существовало номинально, численность духовенства, не пополняемого молодыми кадрами, уменьшалась.
Несмотря на сопротивление властей, в 1963 году рукоположил во епископа Шемокмедского архимандрита Илию (Шиолашвили), в 1965 году архимандрита Романа (Петриашвили), в 1972 году — архимандрита Гаия (Кератишвили).
В 1963 году Ефрему II удалось выхлопотать разрешение открыть в Мцхете пастырские курсы имени епископа Гавриила (Кикодзе). Вскоре курсы были преобразованы в Мцхетскую духовную семинарию.
В 1963 году Патриарх Ефрем поднял вопрос о возвращении ГПЦ патриаршей резиденции, были учреждены высшие награды ГПЦ — ордена святой Нины и святого Георгия, изданы Новый Завет на грузинском языке и полный молитвослов, иллюстрированный образами святых. В Грузии насчитывалось 44 действующие православные церкви (для сравнения: в РСФСР — 2200, на Украине — 5600, в Белоруссии — 550, в Молдавии — 269, в Эстонии — 106, в Латвии — 120, в Казахстане — 49).
Скончался 7 апреля 1972 года в Тбилиси.

## Публикации
- Святейшему Патриарху Московскому и всея Руси Алексию [извещение о кончине Предстоятеля Грузинской Православной Церкви Святейшего Католикоса-Патриарха Мелхиседека III] // Журнал Московской Патриархии. М., 1960. № 2. стр. 25.
- Его Высокопреосвященству Николаю, Митрополиту Крутицкому и Коломенскому [извещение о кончине Предстоятеля Грузинской Православной Церкви Святейшего Католикоса-Патриарха Мелхиседека III] // Журнал Московской Патриархии. М., 1960. № 2. стр. 26.
- Известительная грамота Святейшему Алексию, Патриарху Московскому и всея Руси // Журнал Московской Патриархии. М., 1960. № 5. стр. 18-19.
- Приветственное слово [Всемирному Общехристианскому конгрессу в защиту мира] // Журнал Московской Патриархии. М., 1961. № 7. стр. 35-36.
- Речь на христианской мирной конференции в Праге // Журнал Московской Патриархии. М., 1960. № 10. стр. 24-26.
- Председателю Совета Министров СССР Никите Сергеевичу Хрущеву [приветственная телеграмма] // Журнал Московской Патриархии. М., 1960. № 12. стр. 3.
- Святейшему Алексию, Патриарху Московскому и всея Руси [поздравление с праздником Пасхи] // Журнал Московской Патриархии. М., 1961. № 5. стр. 3-4.
- Святейшему Алексию, Патриарху Московскому и всея Руси [поздравление с Рождеством Христовым] // Журнал Московской Патриархии. М., 1962. № 2. стр. 4-5.
- Святейшему Алексию, Патриарху Московскому и всея Руси [поздравление с праздником Пасхи] // Журнал Московской Патриархии. М., 1962. № 6. стр. 6.
- Приветственная речь на торжественном акте в Московской Духовной Академии, посвященном 50-летию архиерейского служения Святейшего Патриарха Московского и всея Руси Алексия // Журнал Московской Патриархии. М., 1963. юбил. номер. стр. 25-27.
- Речь [на торжественном юбилейном заседании в МДА 28 мая 1968 года по случаю 50-летия восстановления патриаршества в Русской Православной Церкви] // Журнал Московской Патриархии. М., 1968. спец.номер. стр. 38-39.
- Надгробное слово [на похоронах Патриарха Алексия] // Журнал Московской Патриархии. М., 1970. № 6. стр. 49-50.
- Приветствие Святейшему Патриарху Пимену на интронизации // Журнал Московской Патриархии. М., 1971. № 12. стр. 16.

## Церковные награды
- Орден Апостолов Петра и Павла — от патриарха Антиохийского Александра III.
- Драгоценная панагия и бриллиантовый крест для клобука — от патриарха Московского и всея Руси Алексия I.
- Панагия редкой работы из перламутра — от католикоса-патриарха Грузии Каллистрата.
- Наперсный золотой крест с алмазными украшениями — от католикоса-патриарха Грузии Мелхиседека III.
- Образ Румынской Божией Матери чеканной работы — от патриарха Румынского Юстиниана.

## Архивные источники
- ГА РФ. Ф. Р-6991. Оп. 7. Д. 44.